# Gim
El gim (a veces kim) es un alga comestible en la gastronomía de Corea del género Porphyra, parecido al laver galés y el nori japonés.
Cuando se toma como banchan (pequeño acompañamiento), se asa con aceite de sésamo y sal. Para usarse como gimbap, las hojas no se asan. Las hojas de gim son más finas que las de nori.
El gim tiene un alto contenido en sales minerales, especialmente yodo y hierro. Se prepara secando el alga, y cortándola en hojas cuadradas muy finas, que entonces se condimentan con aceite de sésamo y sal. Se sirve asada y cortada en cuadrados más pequeños como acompañamiento, o enrollada para hacer gimbap.
Hay unas diez variedades de gim en Corea. Las más comunes son la chamgim (Porphyra tenera) y la bangsamuni gim (P. yezoensis). Otras son: dungeun gim (P. kuniedai), dungeun dolgim (P. suboriculata) y momuni gim (P. seriata).
Se cree que el gim se ha comido desde al menos el periodo Silla. Se ha cultivado en Corea desde mediados de la dinastía Joseon, como mencionan textos fechados en 1420, como un producto local del distrito de Jeolla. En 1429 se registró el envío de gim a China. Un registro de 1650 la describe como muy cara. Diversas técnicas de cultivo nuevas se desarrollaron de los siglos XVII a XIX.